# 동양대학교
동양대학교(東洋大學校, Dongyang University)는 경상북도 영주시와 경기도 동두천시에 있는 대한민국의 사립 대학이다.

## 심볼
동양대학교의 심볼마크는 중앙의 '구'와 'U'로 구성되어 있다. 청색의 구는 세계와 지구를 나타내며, 중앙의 'U'는 University(대학)와 Union(연합)의 앞 글자 'U'를 딴 것으로, 동양대학교가 세계적인 대학으로 거듭나며 구성원이 하나됨을 의미한다.

## 연혁
1993년 12월 17일, 최현우가 설립한 학교법인 현암학원에 의하여 동양공과대학교가 설립되었다. 이듬해 3월 1일 개교하였다. 1996년 3월 1일, 동양대학교로 교명을 변경한다.
2016년 5월 27일, 주한 미군 반환 부지인 동두천시 캠프 캐슬 일대에 캠퍼스를 개교하여 경기도에 이원화 캠퍼스를 두게 되었다.
한편, 2013년 대한민국 교육부로부터 재정 지원 일부 제한을 받은 이력이 있다. 2018년 실시된 대학기본역량진단에서 역량강화대학에 선정되며 재정 지원이 제한된 이력이 있다.

## 교육편제
동양대학교는 학부와 대학원 과정이 모두 설치되어, 학부는 7개 대학에 31개 전공, 대학원의 경우 일반 1개원과 특수 2개원이 설치되어 있다.

### 학부
동양대학교는 7개 단과대학 아래 각 학부 과정을 두고 있다. 다만, 단과대학은 법적으로 규정 공시하고 있지 않으며, 임의로 나눈 것에 가깝다.
영주캠퍼스에 5개 단과대학을 설치했다. 교육편제 표준분류에 따라, 인문사회 2개 대학(보건사범대학 일부, 사회과학대학), 자연과학 2개 대학(국방과학기술대학 일부, 보건사범대학 일부), 공학 3개 대학(공과대학, 철도대학, 국방과학기술대학 일부), 예체능 1개 대학(보건사범대학 일부)이 편제되어 있다.
동두천캠퍼스에 3개 단과대학을 설치했다. 교육편제 표준분류에 따라, 인문사회 1개 대학(공공인재대학), 공학 1개 대학(공과대학), 예체능 1개 대학(예술대학)이 편제되어 있다.

### 대학원
동양대학교 대학원은 일반 1개원, 특수 2개원으로 구성한다. 특수대학원으로 교육대학원, 정보대학원이 설치되어 있다.

## 사건과 비판

### 조국 자녀 표창장 등 각종 사문서 위조 의혹
동양대학교 총장이 조국과 그 배우자며 동양대학교 교수인 정경심의 자녀 조민 등에게 표창장 등 사문서를 위조하여 수여 및 입시 증빙 자료 등으로 사용하게 했다는 의혹이 인 바 있다.

## 캠퍼스 풍경
동양대학교는 경상북도와 경기도의 사립 대학으로, 영주시와 동두천시에 각각 캠퍼스를 두고 있다.

### 영주캠퍼스
동양대학교 영주캠퍼스는 산법리에 위치한다. 대학본부 역할을 수행하는 만큼 약 16동의 건축물이 위치하고 있다.

#### 주요 건축물
- 현암관: 대학본부 건물이다.
- DYU Tower: 창업보육센터이다.

### 동두천캠퍼스
동양대학교 동두천캠퍼스는 동두천동에 위치한다. 10동의 건축물이 위치하고 있다.

#### 주요 건축물
- 대학본부: 대학본부 업무를 대행하는 곳으로, 대강당 등이 위치한다.
- 도서관: 도서관과 각종 교수 연구실이 위치한다.

## 같이 보기
- 대한민국의 교육